# Heltoneskala
Heltoneskalaen er en skala inden for musik, hvor hver tone er adskilt fra sine nabotoner med et heltonetrin. Der findes kun to komplementære heltoneskalaer, der begge består af seks toner indenfor en oktav. Dette kategoriserer dem som heksatone skalaer.
- {C, D, E, F#, G#, A#, C}

 Lytteeksempel ?
- {H, Db, Eb, F, G, A, H}.

Heltoneskalaen har ingen ledetone, og fordi der er ens afstand mellem alle tonerne, er der ingen tone som skiller sig ud. Dette gør at skalaen skaber en diffus og svævende effekt. Denne effekt bliver understreget af, at treklange bygget på disse skalaer bliver forstørret. Da heltoneskalaen er symmetrisk, giver den ingen stærk grundtonefølelse eller følelse af tonalitet.

## Klassisk musik
Brug af heltoneskalaen kan spores så langt tilbage som til Mozart i hans «Musikalske spøg» for strygere og horn. I det 19. århundrede gik russiske komponister videre med de harmoniske og melodiske muligheder i skalaen, ofte for at skildre noget «ildevarslende». Eksempler på dette kan være afslutningen på ouverturen til Mikhail Glinkas opera Rusland og Ludmilla og Aleksandr Borodins Fyrst Igor, «kommandantens tema» i Dhargomyzjskijs The Stone Guest og «havkongens musik» i Rimskij-Korsakovs Sadko. (For at finde nogle korte klaverstykker som er skrevet i heltoneskalaen, se nr. 1, 6, og 7 fra V.A. Rebikovs Празднество (Une fête), Op. 38, fra 1907.)

## Jazz
Skalaen bruges også meget i moderne jazz. Stykket «JuJu» af Wayne Shorter er baseret på heltoneskalaen og stykket «One Down, One Up» af John Coltrane er bygget op af to forstørrede akkorder og arrangeret med samme enkle struktur som hans tidligere stykke «Impressions». Dette er dog bare to af de tydeligste eksempler på brug af heltoneskalaen i jazz. Mange jazzsange, jazz-standarder inklusive, bruger forstørrede akkorder og -skalaer – ofte i forbindelse med dominantseptimakkorder. Pianistene Art Tatum og Thelonius Monk brugte også ofte heltoneskalaen på en kreativ måde.